# Hernán de la Torre Dueñas
Hernán de la Torre Dueñas (Quillabamba, 11 de noviembre de 1967) es un educador y político peruano. Fue alcalde de la provincia de La Convención en 2 ocasiones y congresista de la república por Cusco durante el periodo 2011-2016.

## Biografía
Nació en la ciudad de Quillabamba, el 11 de noviembre de 1967.
Cursó sus estudios primarios en esa localidad y sus secundarios en la Institución Inca Garcilaso de la Vega de la ciudad del Cusco. En el año 1991 se graduó como licenciado en Educación en la Universidad Nacional de San Antonio Abad del Cusco.
Se desempeñó como docente universitario en la Universidad Tecnológica de los Andes, así como en la Institución Educativa La Convención.

## Carrera política
En las elecciones municipales de 1995 fue elegido regidor provincial de la provincia de La Convención por el movimiento Somos Cambio 95, cargo en el que fue reelecto en 1998, esta vez por el movimiento Unidad Convenciana. En las elecciones del 2002 postuló a la reelección como regidor provincial por el partido Fuerza Democrática, pero sin éxito.

### Alcalde de La Convención
En las elecciones municipales del 2006, fue invitado por el partido Unión por el Perú y postuló a la alcaldía de la provincia de La Convención, donde luego resultó elegido como alcalde para el periodo 2007-2010. Desempeñó este cargo hasta abril del 2010, donde renunció para postular a la presidencia del Gobierno Regional del Cusco por el movimiento regional Acuerdo Popular Unificado en las elecciones regionales de ese año. Sin embargo, no resultó elegido, siendo derrotado por Jorge Acurio.

### Congresista de la República
En las elecciones parlamentarias del 2011, postuló al Congreso de la República por la circunscripción del Cusco de la alianza Gana Perú. Obtuvo 46,403 votos, resultando electo congresista para el periodo parlamentario 2011-2016.
Durante su gestión parlamentaria, fue secretario de la Comisión de Descentralización, de Cultura y de Ciencia. Fue también presidente de la Comisión de Energía y Minas.
Al culminar su gestión, De la Torre decidió renunciar al Partido Nacionalista Peruano en 2015 para luego afiliarse al partido Alianza para el Progreso de César Acuña y postular a la reelección en las elecciones parlamentarias del 2016, sin embargo, no resultó elegido.
En 2018 fue nuevamente elegido como alcalde de La Convención por Fuerza Inka Amazónica para el periodo 2019-2022.